# インテル・マイアミCF

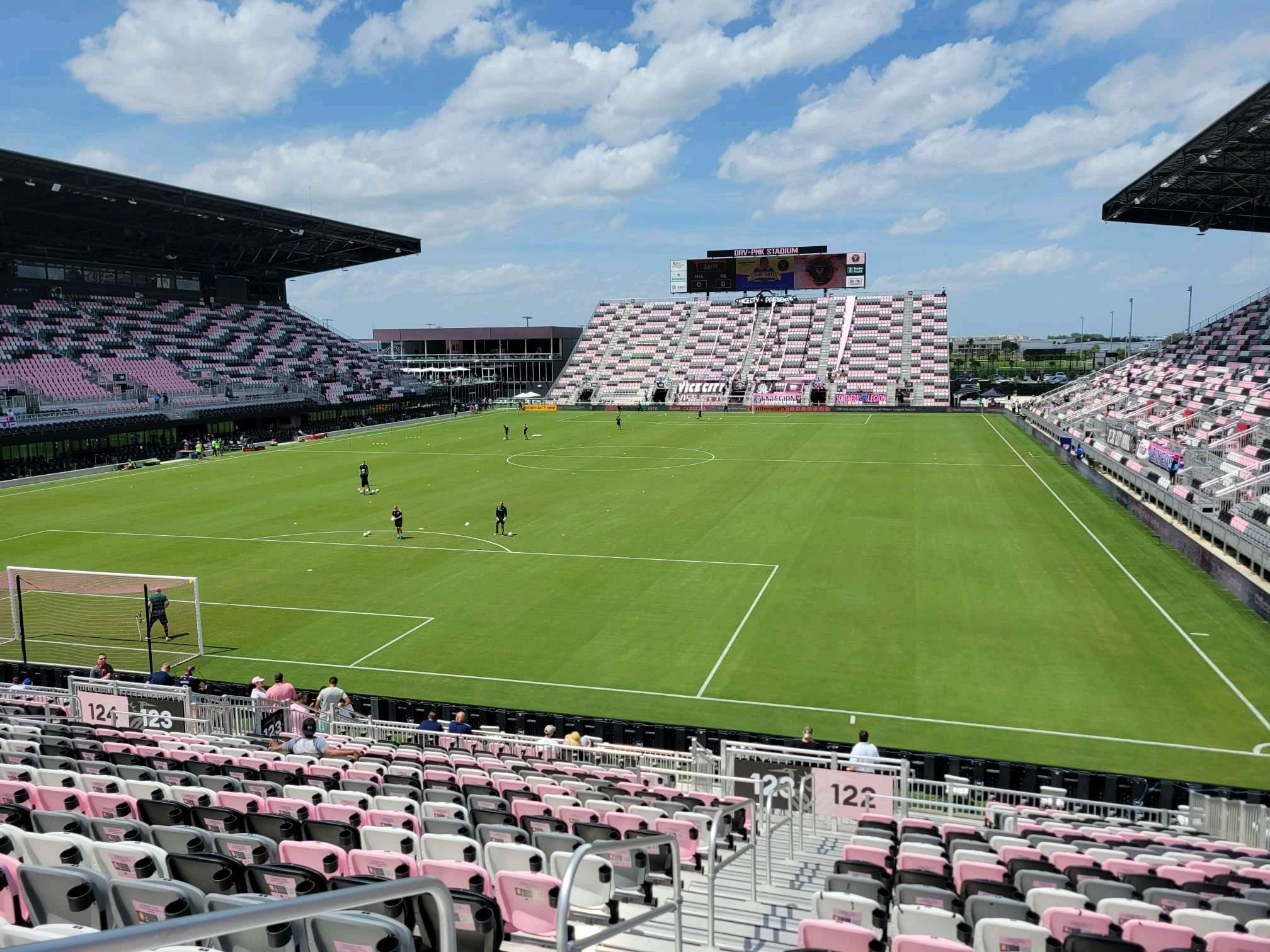
DRV PNKスタジアム

インテル・マイアミCF（Inter Miami CF、正式名称:Club Internacional de Fútbol Miami）は、アメリカ合衆国フロリダ州のマイアミ都市圏を本拠地とし、メジャーリーグサッカーに所属するプロサッカークラブ。

## 概要
2018年に創設され、メジャーリーグ・サッカー(MLS)の25番目のクラブとして、2020年からリーグに参加している。オーナーグループには元イングランド代表のデビッド・ベッカムの他にフロリダの発電施設建設会社マステック取締役のホルヘ・マスとホセ・マス、さらにソフトバンクグループのマルセロ・クラウレと孫正義が名を連ねていたが、2021年9月17日にクラウレと孫の持株をマス兄弟とベッカムが買い取り、さらにアレス・マネジメントが優先出資者として加わったことが発表された。
ホームスタジアムは2020年からフォートローダーデールのチェース・スタジアム（収容人員は19,100人）を使用している。2026年からはマイアミのマイアミフリーダムパーク（収容人員は25,000人）に移転する予定である。
リザーブチームとしてフォートローダーデールCFも設立され、USLリーグ1（アメリカ合衆国3部相当）に参戦している。フィリップ・ネヴィルの息子ハーヴェイやベッカムの次男ロメオが同クラブに在籍している。
2023年には、リオネル・メッシや、FCバルセロナ時代にメッシの同僚であったセルヒオ・ブスケツ、ジョルディ・アルバ、ルイス・スアレスが加入した。

## 歴史
2018年1月に行われたアメリカMLS総会で新チームのMLS新規参入が承認。
2020年3月1日、クラブ初の公式戦となるMLS開幕戦でロサンゼルスFCと対戦し、0-1で敗れた。

## スタジアム

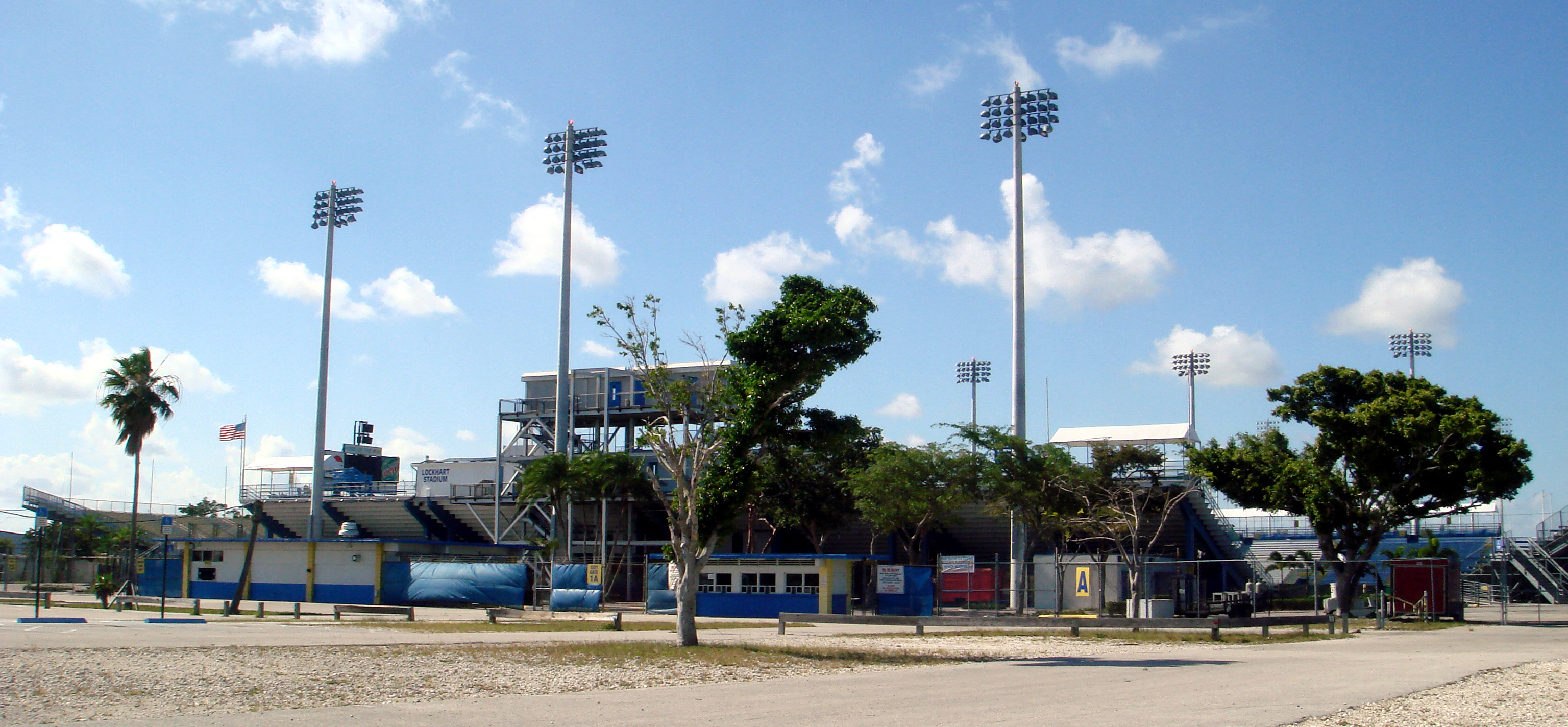
ロックハート・スタジアム（2008年）

ホームスタジアムはブロワード郡近郊のロックハート・スタジアム跡地にインテル・マイアミCFスタジアムを建設して最初の2シーズンはそれを使用し、2022年にマイアミフリーダムパークに移転する計画である。なお、かつてMLSに所属していたマイアミ・フュージョンやNASLに所属していたフォートローダーデール・ストライカーズがロックハート・スタジアムを本拠地として試合を行っていた。
2021年4月9日、フォートローダーデールに本社を構える自動車販売業のAutoNationと3年間のパートナーシップを締結することが発表された。これによりインテル・マイアミCFスタジアムはAutoNationの乳がんへの取り組みであるDrive Pinkイニシアティブの名前を取ってDRV PNKスタジアムに改名された。

## エンブレム
2018年9月5日、新チームの名称とエンブレムが決定したことを発表した。ベッカムはマイアミでの発表記者会見で、「クラブのモットー『リベルタス、ユニタス、フォルトゥナ』は、自由、団結、連帯、包括性、チャンス、すべての幸運という概念に敬意を表している。私たちは新しいチームだが、多くの歴史を持つ都市が本拠地であり、私たちはそれらを踏まえエンブレムをつくりたいと思っていた。そして南米の風も忘れたくはなかった。そういったものすべてがマイアミであるため、現代的にそれらを融合させたんだ。ファンが満足してくれるものを作ったと思う。みんながこのエンブレムと共に幸せになり、何かを生み出すことを願っている」と話している。

## タイトル

### 国内タイトル
- MLSカップ：0回
  - なし

- サポーターズ・シールド：1回
  - 2024

- USオープンカップ：0回
  - なし

### 国際タイトル
- リーグスカップ：1回
  - 2023

## 過去の成績
| 年   | ディビジョン | ディビジョン | ディビジョン | ディビジョン | ディビジョン | ディビジョン | ディビジョン | ディビジョン | ディビジョン | プレーオフ | USオープンカップ | 平均観客数 |
| 年   | 試           | 勝           | 分           | 敗           | 得           | 失           | 点           | レギュラー   | 全体         | プレーオフ | USオープンカップ | 平均観客数 |
| ---- | ------------ | ------------ | ------------ | ------------ | ------------ | ------------ | ------------ | ------------ | ------------ | ---------- | ---------------- | ---------- |
| 2023 | 34           | 9            | 7            | 18           | 41           | 54           | 34           | 14位         | 28位         |            | 準優勝           |            |
| 2024 | 27           | 18           | 4            | 5            | 62           | 40           | 59           | 1位          | 1位          |            | 不参加           |            |

## 歴代監督
- ディエゴ・アロンソ 2019-2021
- フィリップ・ネヴィル 2021-2023
- ヘラルド・マルティーノ2023-2024
- ハビエル・マスチェラーノ2024-

## 現所属メンバー
2025年2月18日現在
注：選手の国籍表記はFIFAの定めた代表資格ルールに基づく。
| No. | Pos. |                | 選手名                  |
| --- | ---- | -------------- | ----------------------- |
| 1   | GK   | アメリカ合衆国 | ドレイク・カレンダー    |
| 2   | DF   | アメリカ合衆国 | デアンドレ・イェドリン  |
| 5   | MF   | スペイン       | セルヒオ・ブスケツ (DP) |
| 6   | DF   | アルゼンチン   | トマス・アビレス        |
| 7   | MF   | パラグアイ     | マティアス・ロハス      |
| 8   | MF   | ベネズエラ     | テラスコ・セゴビア      |
| 9   | FW   | ウルグアイ     | ルイス・スアレス        |
| 10  | FW   | アルゼンチン   | リオネル・メッシ (DP)   |
| 11  | MF   | アルゼンチン   | ファクンド・ファリアス  |
| 13  | GK   | アメリカ合衆国 | CJ・ドス・サントス      |
| 15  | DF   | アメリカ合衆国 | ライアン・セイラー      |
| 16  | MF   | フィンランド   | ロバート・テイラー      |
| 17  | DF   | アメリカ合衆国 | イアン・フレイ (HG)     |
| 18  | DF   | スペイン       | ジョルディ・アルバ      |
| 19  | GK   | アルゼンチン   | オスカル・ウスタリ      |
| 21  | DF   | アルゼンチン   | ニコラス・フレイレ      |

| No. | Pos. |                | 選手名                          |
| --- | ---- | -------------- | ------------------------------- |
| 24  | DF   | アメリカ合衆国 | ジュリアン・グレッセル          |
| 26  | MF   | アメリカ合衆国 | テイラー・ホール (サッカー選手) |
| 27  | DF   | ウクライナ     | セルゲイ・クリフツォフ          |
| 28  | MF   | ドミニカ共和国 | エディソン・アスコナ (HG)       |
| 30  | MF   | アメリカ合衆国 | ベンジャミン・クレマスキ (HG)   |
| 32  | DF   | アメリカ合衆国 | ノア・アレン (HG)               |
| 33  | DF   | アルゼンチン   | フランコ・ネグリ                |
| 35  | FW   | アメリカ合衆国 | フィリップ・バレンシア (HG)     |
| 40  | DF   | アイルランド   | ハーベイ・ネビル                |
| 41  | MF   | ホンジュラス   | デイビット・ルイズ (HG)         |
| 42  | DF   | イタリア       | ヤニック・ブライト              |
| 43  | MF   | アメリカ合衆国 | ローソン・サンダーランド        |
| 55  | MF   | アルゼンチン   | フェデリコ・レドンド            |
| 55  | DF   | アメリカ合衆国 | タイラー・ホール (HG)           |
| 62  | DF   | ドミニカ共和国 | イスラエル・ボートライト (HG)   |
| 81  | MF   | アメリカ合衆国 | サンティアゴ・モラレス (HG)     |
| 99  | GK   | アメリカ合衆国 | コール・ジェンセン              |

### ローン移籍
in
注：選手の国籍表記はFIFAの定めた代表資格ルールに基づく。
| No. | Pos. |              | 選手名                                      |
| --- | ---- | ------------ | ------------------------------------------- |
| 14  | FW   | パラグアイ   | ダビド・マルティネス (リーベル・プレート)   |
| 21  | DF   | アルゼンチン | ニコラス・フレイレ (UNAM)                   |
| 57  | MF   | アルゼンチン | マルセロ・ヴァイガント (ボカ・ジュニアーズ) |